# نیدویل (تگزاس)
نیدویل، تگزاس(به انگلیسی: Needville, Texas) شهری در ایالت تگزاس از ایالات جنوبی ایالات متحده آمریکا است. در سرشماری سال ۲۰۰۰، جمعیت این شهر ۲۶۰۹ نفر اعلام شد.